# Klaviersonate Nr. 3 (Skrjabin)

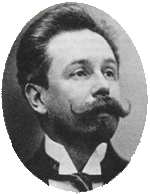
Alexander Skrjabin um 1900

Die 3. Klaviersonate fis-Moll op. 23 des russischen Komponisten und Pianisten Alexander Skrjabin (1872–1915) entstand 1897/98 und ist mit einem psychologisierenden Programm versehen. Merkmale sind insbesondere die starke thematische Verklammerung der vier Sätze sowie die reiche Kontrapunktik.

## Entstehung
Die Entstehung der 3. Klaviersonate Alexander Skrjabins in den Jahren 1897/98 fiel in eine positive Lebensphase des Komponisten: Im Dezember 1897 erhielt er den (seit 1884 jährlich durch Vermittlung Wladimir Stassows vergebenen) Glinka-Preis für seine Klavierkompositionen op. 3, 4, 6, 7 und 9, nachdem er bereits zuvor als Pianist erfolgreiche Europatourneen bestritten hatte. In der 1897 geschlossenen Ehe mit der Pianistin Wera Iwanowna Issakowitsch wurde im Sommer 1898 eine Tochter geboren, und im Herbst 1898 erhielt Skrjabin den Ruf auf eine Klavierprofessur an das Moskauer Konservatorium.

## Charakterisierung
Die Sonate mit einer Spieldauer von etwa 18 bis 20 Minuten ist viersätzig:
- I. Drammatico
- II. Allegretto
- III. Andante
- IV. Presto con fuoco – Maestoso

Die Sonate wurde später mit einem psychologisierenden Programm versehen, das wahrscheinlich 1905 von Skrjabins zweiter Ehefrau Tatjana de Schloezer verfasst wurde, aber vom Komponisten autorisiert ist. In der Übersetzung aus dem Französischen heißt es darin:
a) Die freie, ungezähmte Seele stürzt sich mit Leidenschaft in Schmerz und Kampf
b) Die Seele hat eine Art von momentaner, trügerischer Ruhe gefunden […]. Aber der leichte Rhythmus, die duftenden Harmonien, sind nur ein Schleier, durch welchen die unruhige, wunde Seele hindurchscheint
c) Die Seele treibt auf einem Meer von sanften Gefühlen und von Melancholie […]
d) Im Aufruhr der entfesselten Elemente kämpft die Seele, wie trunken. Aus den Tiefen des Seins erhebt sich die ungeheure Stimme des Gott-Menschen, dessen Siegesgesang triumphierend widerhallt! […]

Quartsprung aufwärts im 1. und 4. Satz von Skrjabins dritter Klaviersonate op. 23

Während der erste Satz in seinem heroisch-auftrumpfenden Gestus an Franz Liszt erinnert, erfüllt der zweite Satz mit unruhigen durchgehenden Spielfiguren in der linken Hand die Rolle eines Scherzos. Das lyrische Andante wird von einem kantablen Anfangsthema geprägt. Das Finale illustriert gemäß dem obengenannten Programm Kampf und Sieg der „Seele“.
Die Sätze sind in hohem Maße thematisch verklammert. So erscheint der Quartsprung des Hauptthemas im ersten Satz auch im ersten Thema des Finales. Der rhythmische Puls dieses Themas taucht ebenso im thematischen Material des zweiten, dritten und vierten Satzes wieder auf. Vor der Überleitung des dritten Satzes zum attacca folgenden vierten Satz wird das erste Thema des Kopfsatzes wieder aufgenommen. In der Coda des Finalsatzes erklingt im „Maestoso“ wiederum das Thema des vorangehenden Andante.
Weiteres Merkmal der Sonate ist ihre reiche kontrapunktische Arbeit. Bereits zu Beginn der Durchführung des ersten Satzes erklingen erstes Thema und Seitenthema synchron über einer Begleitung. In der Durchführung des Finales erscheint das Hauptthema des Satzes zunächst in der Umkehrung und wird dann in zunehmender Engführung mit sich selbst kontrapunktiert.
Die Uraufführung der Sonate spielte Wsewolod Iwanowitsch Bujukli am 23. November 1900 mit großem Erfolg in Moskau. Auch Skrjabin selbst spielte sie wiederholt bis zu seinen letzten Konzerten.